# Хотченков, Александр Яковлевич
Алекса́ндр Я́ковлевич Хо́тченков (род. 26 марта 1946, Москва, СССР) — советский и российский актёр театра, кино, озвучивания и дубляжа. Народный артист Российской Федерации (2002).

## Биография
Родился 26 марта 1946 года в Москве. Окончил Студию при Центральном детском театре (ныне — РАМТ) в 1967 году (курс А. А. Некрасовой) и тогда же был принят в театр, где служил до 2014 года. Дополнительно в 1982 году окончил заочное отделение ГИТИСа (специальность «Актёрское искусство», курс О. Я. Ремеза).
Участвовал в постановках для радио и грампластинок, с начала 1990-х годов озвучивает зарубежные фильмы и мультфильмы, компьютерные игры.
В октябре 2021 года был госпитализирован с тромбозом ноги, вследствие чего временно не работал в дубляже.

## Роли в театре
- 1970 — «Московские каникулы»[4] А. Кузнецова — Шорохов
- 1989 — «Приключения Тома Сойера» Марка Твена. Режиссёр Д. Крэнни — Марк Твен
- 2001 — «Принц и нищий» М. Твена. Режиссёр Н. Крутиков — Джон Кенти, Лорд Гетфорд
- 2002 — «Лоренцаччо» Альфреда Де Мюссе. Режиссёр А. Бородин — Синьор Маурицио
- 2002 — «Эраст Фандорин» Б. Акунина. Режиссёр А. Бородин — Мизинов[5]
- 2005 — «Инь и Ян. Белая версия.»/«Инь и Ян. Чёрная версия». Режиссёр А. Бородин — Станислав Борецкий
- 2007 — «Берег утопии» Т.Стоппарда. 1 часть. Путешествие. Режиссёр А. Бородин — Семён
- «Берег утопии». 2 часть. Кораблекрушение. Режиссёр А. Бородин — Карл Маркс
- «Берег утопии». 3 часть. Выброшенные на берег. Режиссёр А. Бородин — Карл Маркс
- 2010 — «Чехов-GALA» А. П. Чехова. Режиссёр А. Бородин — Жигалов («Свадьба»)

## Фильмография
- 1970 — «Море в огне» — танкист
- 1971—1982 — «Следствие ведут ЗнаТоКи» — парень-студент (Дело № 3 «С поличным»), Сеня Климов (Дело № 17 «Он где-то здесь»)
- 1971 — «Шестеро вышли в путь» — Саня Мисаилов
- 1971 — «Свеаборг»
- 1976 — «Эти непослушные сыновья» — Пётр
- 1983 — «Хозяйка детского дома» — шофёр
- 1983 — «Подросток» — Васин
- 1984 — «Счастливая, Женька!» — врач
- 1993 — «Троцкий»
- 1999 — «Д.Д.Д. Досье детектива Дубровского» — Антон Запрудин
- 2006 — «Золотая тёща» — Георгий Ильич, генерал
- 2010 — «Масквичи» — разные персонажи
- 2013 — «Анекдоты 2» — разные персонажи

### Фильмы-спектакли
- 1972 — «Свободный час»
- 1973 — «Разные люди» — Алексей Ленточкин
- 1973 — «Московские каникулы»
- 1974 — «Моё поколение» — Греков
- 1987 — «Мораль Леонардо» — Дэвид
- 1987 — «Малыш» — Стась Попов
- 1997 — «Брегет»

## Озвучивание

### Мультфильмы
- 1981 — Не заглушить, не вытоптать года…
- 1988 — Правитель Турропуто — Простак
- 2017 — Капитан Кракен и его команда — Капитан Кракен

### Радиоспектакли
- 1978 — «Следы в пустоте» А. Ромова — лейтенант Мартынов Владимир Владимирович, штурман пограничного катера

## Дубляж и закадровое озвучивание

### Фильмы и мультфильмы
- 2024 — Кунг-фу панда 4 — Мастер Шифу (неофициальный дубляж Red Head Sound)
- 2023 — Элементарно — Гари Люмен, отец Эмбер (неофициальный дубляж Flarrow Films)
- 2020 — Губка Боб в бегах — Юджин Крабс, стражник[6]
- 2019 — Ирландец — Анджело Бруно[7]
- 2019 — Аладдин — Султан[3][7]
- 2018 — Астерикс и тайное зелье — вождь галлов Авторитарикс
- 2018 — Драконы: Гонки по краю (5 и 6 сезоны) — Плевака, различные персонажи
- 2018 — Суперсемейка 2 — водитель лимузина Томми
- 2017 — Все деньги мира[7]
- 2017 — Удача Логана — судья
- 2017 — Голос из камня — Алессио
- 2016 — Свет в океане
- 2016 — Сила воли — Лоусон Робертсон
- 2016 — Всё, что у меня есть — Питер Сантуччи; шеф полиции Рейнольдс
- 2016 — Эдди «Орёл»
- 2016 — Кунг-фу панда 3 — мастер Шифу[8]
- 2015 — Элвин и бурундуки: Грандиозное бурундуключение
- 2015 — Страшные сказки — парикмахер, некромант
- 2015 — Дикая — Фрэнк
- 2015 — Губка Боб в 3D — Юджин Крабс[9]
- 2014 — Интерстеллар[7]
- 2014 — Книга жизни — Пепе Родригес
- 2014 — Рука Дьявола — старейшина Стоун
- 2014 — Исчезнувшая — Рэнд Эллиотт
- 2014 — Мисс Переполох — судья Пендергаст
- 2014 — Люди Икс: Дни минувшего будущего — Ричард Никсон
- 2014 — Три дня на убийство — работник ФБР
- 2014 — Охотники за сокровищами — сержант Ричард Кэмпбелл
- 2013 — Советник — торговец бриллиантами
- 2013 — Гонка
- 2013 — План побега — Бримс
- 2012 — Хичкок
- 2012 — Линкольн
- 2012 — Ледниковый период 4: Континентальный дрейф — дядя Фангус
- 2012 — Порочная страсть — Крис Воглер
- 2011 — Приключения Тинтина: Тайна «Единорога» — Нестор
- 2011 — Потомки — двоюродный брат Стэн
- 2011 — Исходный код — кондуктор
- 2011 — Люди Икс: Первый класс — русский генерал
- 2011 — Кунг-фу панда 2 — мастер Шифу[9]
- 2011 — Монте-Карло — Второй участник торгов
- 2010 — Неуправляемый — Джадд
- 2010 — 127 часов — репортёр
- 2010 — Команда-А — директор МакКриди, служащий военного госпиталя
- 2010 — Секс в большом городе 2 — Том
- 2010 — Уолл-стрит: Деньги не спят — инвестор
- 2009 — Из Парижа с любовью — пакистанский старик
- 2009 — Неудачники
- 2009 — Безумный спецназ — Гас Лэйси
- 2009 — Монстры против пришельцев — Карл Мёрфи
- 2008 — Индиана Джонс и Королевство хрустального черепа — Мак
- 2008 — Операция Валькирия — Адольф Гитлер
- 2008 — Кунг-фу Панда — мастер Шифу[9]
- 2008 — Хортон
- 2006 — Козырные тузы — Виктор Падич
- 2006 — Люди Икс: Последняя битва — Пётр Распутин / Колосс
- 2005 — Война миров
- 2005 — Роботы
- 2005 — Электра
- 2004—2010 — Остаться в живых — Бернард Нэдлер (4-й сезон)
- 2004 — Девушка из Джерси — Грини
- 2004 — Широко шагая — Джимми
- 2004 — Убить Билла. Фильм 2 — Эрни
- 2003 — Сорвиголова — Роберт МакКензи
- 2003 — Люди Икс 2
- 2002 — Белый олеандр
- 2001 — Репликант
- 2001 — Гонщик
- 2000 — Приключения Рокки и Буллвинкля
- 2000 — Такси 2
- 1999 — наст. время — Губка Боб Квадратные Штаны — Юджин Крабс, второстепенные персонажи (3 эпизод 1 сезона, с 10 эпизода 1 сезона)[9][10]
- 1997 — Чужой: Воскрешение — генерал Перес
- 1992 — Чужой 3 — Дэвид
- 1988 — Топо Джиджио (мультсериал) — половина мужских ролей (перевод канала Останкино)
- 1987 — Искры из глаз — генерал Леонид Пушкин, Q
- 1987 — Хищник — генерал Филиппс
- 1985 — Вид на убийство — Q
- 1984—1990 — Чарльз в ответе — Уолтер Пауэлл (СТС)
- 1983 — Лицо со шрамом — Тони Монтана
- 1983 — Осьминожка — Q
- 1983—1986 — Инспектор Гаджет — инспектор Гаджет
- 1981 — Только для твоих глаз — Фредерик Грей
- 1979 — Лунный гонщик — Q
- 1977 — Звёздные войны. Эпизод IV: Новая надежда — дядя Оуэн (дубляж 2010 года)
- 1974 — Человек с золотым пистолетом — Q
- 1971 — Бриллианты навсегда — Q
- 1969 — На секретной службе Её Величества — Q
- 1963 — Из России с любовью
- 1962 — Доктор Ноу

### Компьютерные игры
- 2021 — Resident Evil: Village — Григорий
- 2018 — FIFA 19 — Джим Хантер
- 2018 — Detroit: Become Human — Карл Манфред
- 2018 — Final Fantasy XV — Сид Софьяр (Windows Edition)
- 2017 — Гвинт: Ведьмак. Карточная игра — Скрытый
- 2017 — Horizon Zero Dawn — Жрец Солнца Ирид
- 2015 — StarCraft II: Legacy of the Void — Каракс[9]
- 2015 — Halo 5: Guardians — губернатор Слоун
- 2014 — Hearthstone: Heroes of Warcraft — Хранитель истории Чо, Ноздорму
- 2014 — Diablo III: Reaper of Souls — Призрак нефалема, Нефалемский дух
- 2013 — Call of Duty: Ghosts — Рорк
- 2013 — Ryse: Son of Rome — Виталион
- 2013 — Dota 2 — Lich
- 2012 — Diablo III — Охотник Осман, Великий инквизитор, Житель Калдея, Копатель могил, Каннибал Фуад
- 2012 — World of Warcraft: Mists of Pandaria — Хранитель истории Чо, повествующий голос перед началом игры за Пандаренов
- 2012 — Hard Reset — Персиваль Новак
- 2009 — Ускользающий мир — Малахия
- 2008 — Far Cry 2 — Шакал
- 2007 — Mass Effect — Властелин
- 2006 — Star Wars: Empire at War — Дарт Сидиус
- 2006 — The Elder Scrolls IV: Oblivion — голоса зверолюдей на Дрожащих островах
- 2006 — El Matador — Капитан Энтерадор